# 神宮寺 (大仙市)
神宮寺（じんぐうじ）は、秋田県大仙市の大字。郵便番号019-1701。本項では同地域にかつて存在した仙北郡神宮寺村（じんぐうじむら）、神宮寺町（じんぐうじまち）についても記す。

## 地理
大仙市中心部の北西に位置する。東で花館・四ツ屋・松倉、西で北楢岡、北で土川、南で南外・蛭川と隣接する。南部を雄物川、中部を国道13号と奥羽本線が横断し、奥羽本線には神宮寺駅が所在する。国道13号から秋田県道67号四ツ屋神岡線が北東、秋田県道30号神岡南外東由利線が南西に分岐し、神宮寺駅との間を秋田県道179号神宮寺停車場線が結ぶ。

### 山岳
- 土筆森山
- 大平山
- 神宮寺岳

### 河川
- 雄物川

## 歴史

### 沿革
地名は、かつて神宮寺岳の頂上に存在した神宮寺に由来する。
- 1889年（明治22年）4月1日 - 町村制の施行により、神宮寺村、北楢岡村の区域をもって神宮寺村が発足。
- 1890年（明治23年）3月24日 - 神宮寺村の一部（北楢岡）が分立して北楢岡村が発足。
- 1902年（明治35年）6月4日 - 神宮寺村が町制施行して神宮寺町となる。
- 1955年（昭和30年）3月31日 - 神宮寺町が北楢岡村と合併して神岡町が発足。同日神宮寺町廃止。
- 2005年（平成17年）3月22日 - 神岡町が大曲市・西仙北町・中仙町・協和町・南外村・仙北町・太田町と合併して大仙市が発足。

## 交通

### 鉄道路線
東日本旅客鉄道
- 奥羽本線
  - 神宮寺駅

### バス
羽後交通
- 南外線
  - 大曲バスターミナル - 神宮寺駅前角 - 岩倉温泉
- 土川線・心像線
  - 大曲バスターミナル - 神宮寺駅前角 - 刈和野駅前 - 土川学校前 - 杉沢 / 鬼頭
- 杉山田線
  - 大曲バスターミナル - 神宮寺駅前角 - 刈和野駅前 - 杉山田

### 道路
- 国道13号（神宮寺バイパス）
- 秋田県道67号四ツ屋神岡線
- 秋田県道30号神岡南外東由利線
- 秋田県道179号神宮寺停車場線

## 施設
- 大仙市役所神岡支所
- 神宮寺郵便局
- 神宮寺駅向簡易郵便局
- 大仙市立内平和中学校
- 大仙市立内神岡小学校
- JA秋田おばこ神岡支所
- 秋田県畜産試験場
- 白宮山宝蔵寺
- 嶽六所神社

## 著名出身者
- 水谷勇 (プロ野球選手)